# Oskar Aichinger
Oskar Aichinger (* 1956 in Vöcklabruck) ist ein österreichischer Komponist und Pianist des Modern Creative Jazz und Autor erzählender Reisebeschreibungen.

## Leben und Wirken
Aichinger wuchs in Attnang-Puchheim auf. Im Jahr 1974 begann er ein Studium an der Montanuniversität Leoben. Von 1976 bis 1983 studierte er Musikpädagogik, Klavier und Dirigieren am Mozarteum und Geschichte an der Universität Salzburg. Von 1979 leitete er diverse Ensembles; zwischen 1984 und 1986 war er als Ballettkorrepetitor an der Wiener Staatsoper tätig. Seit 1990 wendete er sich dem Jazz und der Improvisationsmusik zu; zunächst spielte er im Duo „Steinaich Irrding“ mit Hans Steiner und im Duo mit Walter Malli. Daneben war er bis 1996 in Burkhard Stangls Kammerensemble „Maxixe“ als Pianist und Dirigent tätig. 1996 bildete er ein eigenes Oktett (u. a. mit Max Nagl, Lorenz Raab, Joanna Lewis, Andrew Jeszek, Achim Tang und Patrice Héral). Auch arbeitete er mit Franz Koglmann, Oswald Eggers, Franz Koglmann und Paul Skrepek zusammen. Im Trio „Blood“ interpretierte er mit Michael Moore und John Edwards Musik von Carla Bley, Annette Peacock, Paul Bley und Jimmy Giuffre. Für das Wiener Mozartjahr 2006 schrieb er die Auftragskomposition Suedama JIXX, die er mit dem ensemble XX. jahrhundert aufführte. Daneben verfasste er Musiken für das Tanztheater (Maja Slattery und Compagnie Smafu) und für das attensam quartett. 2009 wurde seine Kammeroper Der entwendete Taler vom sirene Operntheater uraufgeführt. Ebenfalls für sirene schrieb er 2018 seine Oper Das Totenschiff (Oper).
Aichingers Soloalbum Cosmos Lutosławski, auf dem er ausgehend von Werken Witold Lutosławskis improvisierte, wurde im Jahr 2008 mit dem Pasticciopreis von Radio Ö1 ausgezeichnet.
Seit 2017 widmet sich Aichinger auch dem Schreiben. In seinen Erzählungen wird auf einem Ausflug oder einer Reise beobachtet, beschrieben und nachgedacht.

## Musikalische Werke (Auswahl)

### Ensemblemusik
- Sonatine Frei – Duo für Bassklarinette und Klavier (1990)[5]
- Springinkerl – Duo für Bassklarinette und Klavier (1991)[5]
- Hei-Mahd – Besetzung: Oboe, Bassklarinette, Altsaxophon, Horn, Trompete, Perkussion, Gitarre, Violoncello und Kontrabass (1991)[5]
- Plankton, zeitweise verdichte – Duo für Bassklarinette und Klavier (1991)[5]
- Chromogreinie – Quartett für Bassklarinette, Altsaxophon, Klavier und Kontrabass (1991)[5]
- Ardis Hall – Trio für Fagott, Sopransaxophon und Klavier (1992)[5]
- Passa il tempo, Cagliostro – drei Bassklarinetten, Altsaxophon, Trompete, Perkussion, Klavier und Kontrabass (1992)[5]
- Windungen – Duo für Bassklarinette und Altsaxophon (1993)[5]
- Capriccio per due – Duo für zwei Klarinetten (1993)[5]
- Les Wal – Sextett für zwei Violinen, Flöte, Klarinette, Violoncello und Kontrabass (1994)[5]
- Lumumbach – Duo für Bassklarinette und Klavier ()[5]
- Chromosom Ans – Bassklarinette, Altsaxophon und Klavier (1994)[5]
- Sieben Stücke für das Oskar Aichinger Oktett – Besetzung: Bassklarinette, Saxophon, Trompete, Perkussion, Klavier, Violine, Viola und Kontrabass (1996)[5]
- Inwendig Patagonien – Quartett für Bassklarinette, Sopransaxophon, Tuba und Klavier (1997)[5]
- Unstolen? – Duo für Oboe und Akkordeon (1997)[5]
- Unweit Atlantis – Duo für Trompete und Orgel (1998)[5]
- Krebs hauert Umkehr – Quartett für zwei Violinen, Viola und Violoncello (1999)[5]
- ... thy hour O Soul ... – Besetzung: zwei Violinen, Kontrafagott, Trompete, Perkussion, Cembalo, Violoncello, Kontrabass und Sprecherin (1999/2000)[5]
- 8 Stücke für das Oskar Aichinger Trio – Trio für Perkussion, Klavier und Kontrabass (1999)[5]
- To Touch A Distant Soul – ein Zyklus von 7 Stücken, Besetzung: Sextett für Sopransaxophon (auch Altsaxophon), Trompete, Perkussion, Gitarre, Klavier und Kontrabass (1999)[5]
- Cut Copy Undo – für Kammerorchester (2001)[5]
- Synapsis – Quartett für Klarinette, Perkussion, Kontrabass und Live Elektronik (2002)[5]
- A Maze – Quintett für Klarinette, Klavier, Bandoneon, Violine und Kontrabass (2003)[5]
- Wienlieder – Quartett für zwei Violinen, Kontragitarre, Akkordeon, Violine, Mundharmonika und Solostimme Bariton, nach Gedichten von H.C. Artmann (1999)[5]
- Windspiel – Trio für Flöte, Sopransaxophon und Akkordeon (2003)[5]
- Wien modern – Septett für Klarinette, Fagott, Trompete, Perkussion, Klavier, Viola und Kontrabass (2004)[5]
- Impromptu – Septet für Klarinette, Fagott, Trompete, Perkussion, Klavier, Viola und Kontrabass (2004)[5]
- Moment Muatterl – Septett für Fagott, Altsaxophon, Trompete, Perkussion, Klavier, Viola und Kontrabass (2004)[5]
- Im Anfang war der Rhythmus, Alle Zeit der Welt, piccolo perpetuum – Duo für Fagott und Klavier (2004)[5]
- Die Geruchschmale – Quartett für zwei Violinen, Kontragitarre und Knopfharmonika (2005)[5]
- May Kasahara, Haruki Murakami gewidmet – Dio für Klavier und Violine (2005)[5]
- 14 Intonationen – Duo für Klavier (2006)[5]
- Suedama JIXX – für Kammerorchester (2006)[5]
- Imaginary Jazzscape – Trio für Akkordeon, Viola und Violoncello (2006)[5]
- Am Fluss – Duo für Blockflöte und Klavier (2006)[5]
- Palimpsest – Musik für ein Tanzstück (2007)[5]
- Heimsehnen – Fortsehnen – Quartett für Trompete, Perkussion, Klavier und Kontrabass, Text: Ödön von Horvath (2007)[5]
- ... wie vor dem Schnee – Septett für zwei Violinen, Schlagzeug, Klavier, Viola und Kontrabass, Text: Peter Härtling, Ingeborg Bachmann und Oskar Aichinger (2008)[5]

### Solomusik
- Introduktion, Choral und Fuge – Solo für Bassklarinette (1992)[5]
- Tok-tok – Solo für Klavier (1994)[5]
- L’apres midi favoritien – Solo für Klavier (1994)[5]
- Ouverture ouvert – Solo für Klavier (1995)[5]
- Eins .......bis.......Einundzwanzig – Solo für Klavier (1996)[5]

### Bühnenwerke
- Der entwendete Taler – Auftragswerk des sirene Operntheaters nach einem Text von Leo Perutz, Ankerbrotfabrik 2009
- Fledermaus returns, Auftragswerk des Theaters an der Gumpendorfer Strasse 2012
- Das Totenschiff – Auftragswerk des sirene Operntheaters nach einem Text von B. Traven, Wien Modern, Reaktor 2018

## Diskografie
- An den langen lüssen – mit Steinach-Irrding (1993)[1]
- Poemia (1997)[1]
- Elements of Poetry (1999)[1]
- ToTouch A Distant Soul (2001)[1]
- Synapsis (2003)[1]
- The Bridal Suite (2004)[1]
- Cosmos Lutosławski (2008)[1]
- The Paradiser (2008)[1]

## Literarische Werke
- Ich bleib in der Stadt und verreise. Picus Verlag, 2017
- Fast hätt ich die Stadt verlassen. Picus Verlag, 2020
- Ich steig in den Zug und setz mich ans Fenster. Picus Verlag, 2022